# Detektyw Foyle

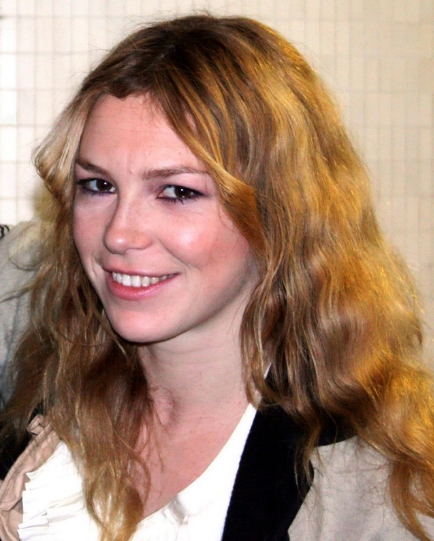
Honeysuckle Weeks – odtwórczyni roli Samanthy

Detektyw Foyle (ang. Foyle's War) – serial kryminalny produkcji brytyjskiej. Dramatyczne wydarzenia rozgrywają się podczas II wojny światowej i niedługo po niej.

## O serialu
Tytułowy bohater, detektyw Christopher Foyle, jest policjantem pracującym w angielskim miasteczku Hastings. Jest wdowcem, ma dorosłego syna Andrew, pilota. Prowadzi śledztwa w sprawach kryminalnych, które nierzadko związane są z zawieruchą wojenną. Jego najbliżsi współpracownicy to kierowca płci żeńskiej Sam oraz sierżant Paul Milner, inwalida wojenny w kwiecie wieku. Wspólnie rozpracowują takie sprawy jak morderstwa, nielegalny handel paliwem, działalność faszystów.
Każdy z odcinków jest tak skonstruowany, że mógłby – zarówno pod względem metrażu, jak i fabuły – stanowić samodzielny film.
Serial emitowany przez brytyjską telewizję ITV1 w latach 2002 - 2008, po licznych protestach widzów wznowiony w 2010 (sezon 7 i 8). 
W Polsce część odcinków jako samodzielne filmy została wyemitowana przez stację HBO a także TVP, obecnie serial ten emituje stacja Hallmark.

## Obsada

### Role główne
- Michael Kitchen jako Christopher Foyle
- Honeysuckle Weeks jako Samantha (Sam) Stewart
- Anthony Howell jako sierżant Paul Milner
- Julian Ovenden jako Andrew Foyle

### Dalsze role
w kolejności alfabetycznej
- Nicholas Audsley jako David Beale
- Roger Allam jako kapitan Alastair Graeme
- Mark Berry jako William Messinger; Facteur
- Emily Blunt jako Lucy Markham
- Tom Bowles jako Graham Davies
- Paul Brennan jako Eric Stafford
- Paul Brooke jako Arthur Ellis
- Louise Breckon-Richards jako Jane Holdsworth
- Katy Brittain jako Joyce Davies
- Anthony Calf jako komandor Martin Keller
- Cheryl Campbell jako Emily Gascoigne
- Timothy Carlton jako admirał James Francis
- Simon Chandler jako Leonard Evans
- Rebecca Charles jako Rosemary Harwood
- Geoffrey Church jako Baddeley
- Christina Cole jako Violet Davies
- Allan Corduner jako Carlo Lucciano
- Elliot Cowan jako Peter Buckingham
- Charles Dance jako Guy Spencer
- Bill Davey jako Fred Pierce
- Ken Drury jako Kenneth Hawkins
- Danny Dyer jako Tony Lucciano
- Edward Fox jako asystent komisarza
- Joanna Kanska jako Greta Beaumont
- Adam Kotz jako Henderson
- Adrian Lukis jako Blake Hardiman
- James McAvoy jako Ray Pritchard
- Sophia Myles jako Susan Gascoigne
- Rosamund Pike jako Sarah Beaumont
- Jamie Parker jako Bruce Leighton-Morris
- Amanda Root jako Elizabeth Lewes
- David Tennant jako Theo Howard

i inni

## Lista odcinków

### Sezon 1
1. The German Woman (pol. Niemka)
2. The White Feather (pol. Białe pióro)
3. A Lesson In Murder (pol. Lekcja zabijania)
4. Eagle Day  (pol. Dzień Orła)

### Sezon 2
1. Fifty Ships (pol. 50 okrętów)
2. Among The Few (pol. Tak nieliczni)
3. War Games (pol. Gry wojenne)
4. The Funk Hole (pol. Melina lub Dekownicy)

### Sezon 3
1. The French Drop (pol. Przerzut do Francji)
2. Enemy Fire (pol. Ogień nieprzyjacielski)
3. They Fought in the Fields (pol. Walczyli na polach)
4. A War of Nerves (pol. Wojna nerwów)

### Sezon 4
1. Invasion (pol. Inwazja)
2. Bad Blood (pol. Zła krew)

### Sezon 5
1. Bleak Midwinter (pol. Ponura zima)
2. Casualties of War (pol. Ofiary wojny)

### Sezon 6
1. Plan of Attack (pol. Plan ataku)
2. Broken Souls (pol. Złamane dusze)
3. All Clear (pol. Alarm Odwołany)

### Sezon 7
1. The Russian House (pol. Wydział Rosja)
2. Killing Time (pol. Czas zabijania)
3. The Hide (pol. W ukryciu)

### Sezon 8
1. The Eternity Ring
2. The Cage
3. Sunflower

### Sezon 9
1. High Castle
2. Tresspass
3. Elise